# Гвюдбьёрг Гюннарсдоуттир
Гвюдбьёрг «Гугга» Гюннарсдоуттир (исл. Guðbjörg «Gugga» Gunnarsdóttir; род. 18 мая 1985 или 18 августа 1985, Хабнарфьордюр, Хёвюдборгарсвайдид) — исландская футболистка, выступающая на позиции вратаря за шведский клуб «Юргорден» в Дамаллсвенскане и за женскую сборную Исландии.
Она представляла свою страну на чемпионатах Европы 2009 и 2013 годов. На клубном уровне Гвюдбьёрг ранее играла за норвежские клубы «Квиннер» и «Авальдснес», немецкий «Турбине» из Потсдама, а также исландские «Хабнарфьордюр» и «Валюр».

## Клубная карьера
Гвюдбьёрг Гюннарсдоуттир начинала свою карьеру футболистки в исландском клубе «Хабнарфьордюр», за который провела 23 матча в чемпионате Исландии, а летом 2002 года подписала контракт с «Валюром». В этой команде её преследовали травмы, тем не менее в её составе она четырежды становилась чемпионкой страны и один раз выигрывала Кубок Исландии. Она перебралась в шведский клуб «Юргорден» перед началом сезона 2009.

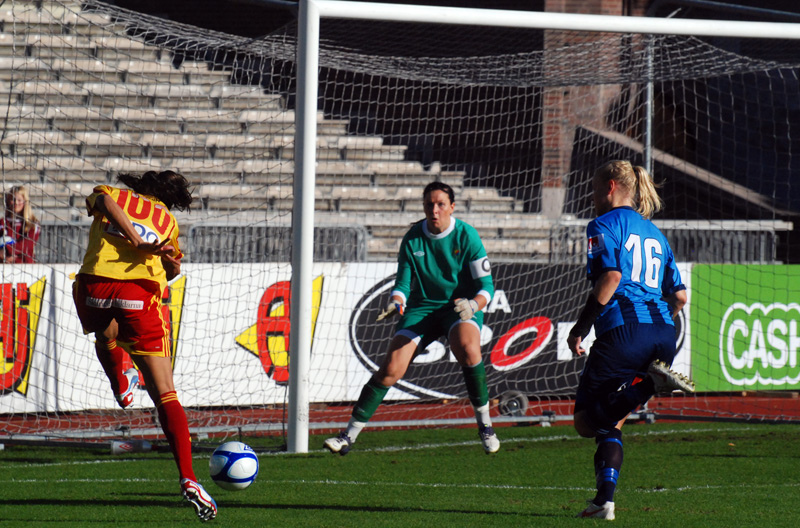
Гвюдбьёрг Гюннарсдоуттир (в центре) в игре за «Юргорден» в октябре 2012 года

Гвюдбьёрг полюбила свою новую команду и гордилась тем, что является капитаном клуба. Но несколько других его игроков покинули «Юргорден» из-за экономических трудностей, и когда команда по итогам сезона 2012 года вылетела из Дамаллсвенскана, ей также пришлось уйти из неё, чтобы сохранить своё место в национальной команде.
В начале 2013 года Гвюдбьёрг переехала в Норвегию, чтобы играть за богатых новичков Топпсериен, клуб «Авальдснес». У неё также были предложения от клубов Швеции, Германии и России.
После одного сезона в Норвегии Гвюдбьёрг объявила о переходе в немецкий клуб «Турбине» из Потсдама в декабре 2013 года. Она подписала контракт, рассчитанный на полтора сезона с 1 января 2014 года, отметив: «если одна из лучших команд мира делает вам предложение, вы не можете сказать „нет“».
Не сумев занять место Анн-Катрин Бергер на позиции основного вратаря «Турбине», Гвюдбьёрг в июле 2014 года вернулась в Норвегию, став футболисткой «Квиннера». Там она будет соревновалась с Норой Несет Йоен за место первого голкипера команды.
В ноябре 2015 года Гвюдбьёрг выиграла Кубок Норвегии среди женщин, в финале которого «Квиннер» обыграл со счётом 3:2 её бывший клуб «Авальдснес». В следующем месяце она объявила о том, что покинула «Квиннер» и возвращается в «Юргорден», который получил право вновь выступать в Дамаллсвенскане на следующий сезон, заявив, что «это здорово — вернуться». Гвюдбьёрг с нетерпением ждала возможности бросить вызов Сюзанне Нильссон за место первого вратаря команды.

## Карьера в сборной

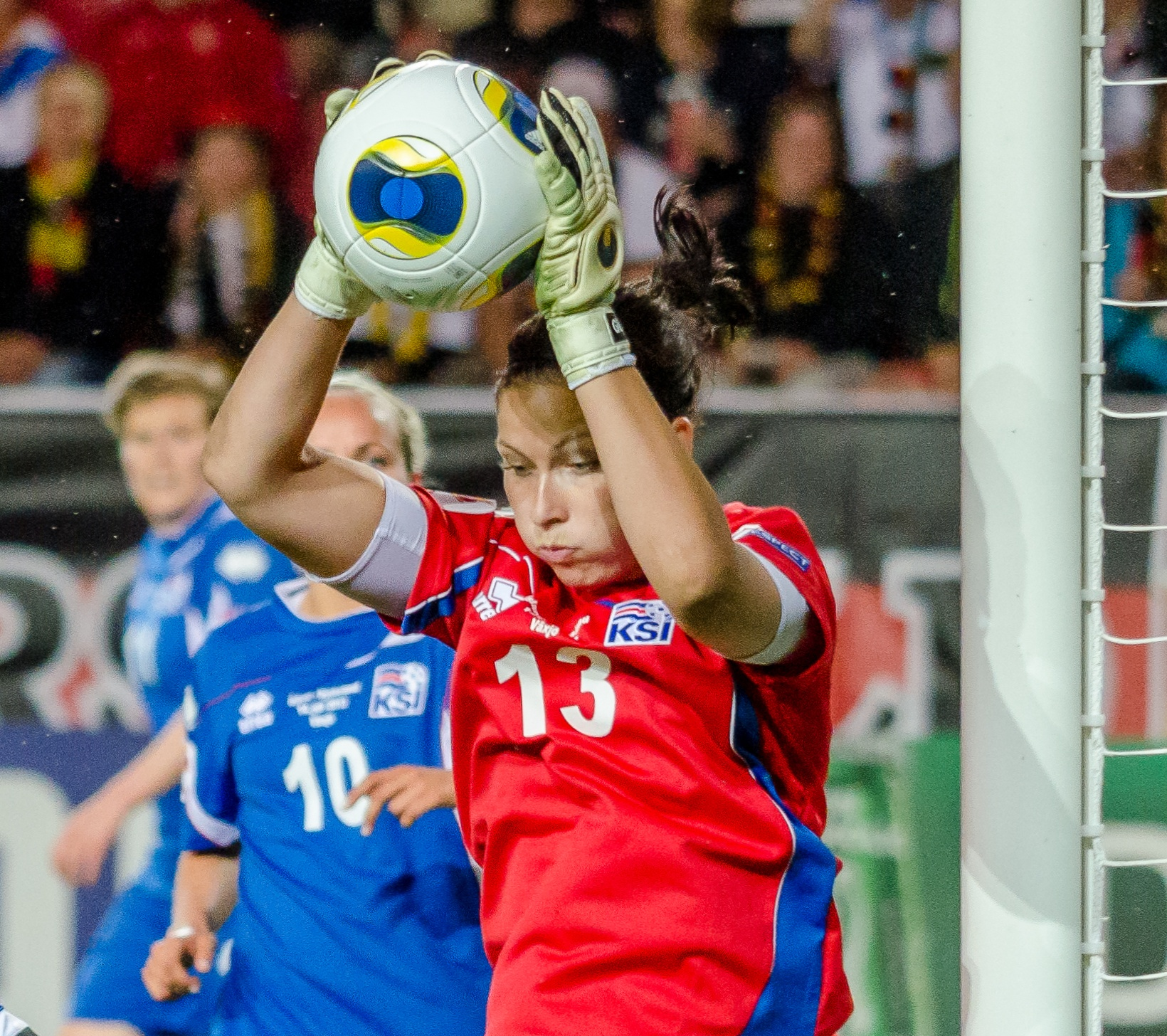
Гвюдбьёрг Гюннарсдоуттир в игре за Исландию в матче чемпионата Европы 2013 года против Германии.

В марте 2004 года Гвюдбьёрг дебютировала за сборную Исландии в победном (5:1) товарищеском матче с Шотландией.
На женском чемпионате Европы 2009 года Гвюдбьёрг сыграла только в одном матче, так как её команда выбыла в первом раунде.
Гвюдбьёрг Гюннарсдоуттир также была включена в состав сборной Исландии на женский чемпионат Европы 2013, в то время как основной вратарь национальной команды восстанавливалась после травмы подколенного сухожилия. Гвюдбьёрг защищала ворота Исландии во всех трёх матчах группового этапа и в четвертьфинале, закончившемся поражением от хозяек турнира, шведок, со счётом 0:4. Шведская пресса отзывалась о ней как одной из лучших футболисток турнира.

## Достижения

### Клубные
- Валюр:
  - Чемпионка Исландии: 2004, 2006, 2007, 2008
  - Обладательница Кубка Исландии: 2003, 2006
- Квиннер:
  - Чемпионка Норвегии: 2014, 2015
  - Обладательница Кубка Норвегии: 2015, 2014